# Saltos (Orocovis)
Saltos es un barrio ubicado en el municipio de Orocovis en el estado libre asociado de Puerto Rico. En el Censo de 2010 tenía una población de 3238 habitantes y una densidad poblacional de 147,99 personas por km².

## Historia
Saltos fue uno de los primeros seis barrios en ser establecidos en Orocovis. Algunos lo conocen erróneamente como "Saltos Cabras" o "Las Cabras". Este malentendido viene por el sector Las Cabras el cual es el más sobresaliente del barrio por ser allí la escuela. La palabra "saltos" se refeiere a cascadas, no a verbo "saltar".  Algunos de sus sectores más conocidos son: sector Las Cabras, sector Díaz, sector Colí, sector Mira Flores, sector Puente Doble, sector El Hoyo, sector La Charca y sector La Gallera.

## Geografía
Saltos se encuentra ubicado en las coordenadas 18°12′8″N 66°24′46″O / 18.20222, -66.41278. Según la Oficina del Censo de los Estados Unidos, Saltos tiene una superficie total de 21.88 km², que corresponden a tierra firme.

## Demografía
Según el censo de 2010, había 3238 personas residiendo en Saltos. La densidad de población era de 147,99 hab./km². De los 3238 habitantes, Saltos estaba compuesto por el 87.12% blancos, el 8.21% eran afroamericanos, el 0.15% eran amerindios, el 2.72% eran de otras razas y el 1.79% pertenecían a dos o más razas. Del total de la población el 99.44% eran hispanos o latinos de cualquier raza.